# Бовкоти (заказник)
Бовко́ти (Бовкути) — ландшафтний заказник місцевого значення в Україні. Розташований у межах Долинського району Івано-Франківської області, між селами Станківці та Слобода-Болехівська. 
Площа 2,2 га. Статус присвоєно згідно з рішенням обласної ради від 17.01.2008 року № 490-18/2008. Перебуває у віданні Станковецької сільської ради. 
Статус присвоєно з метою збереження мальовничого природного комплексу в передгір'ї Українських Карпат — мальовничі скелі, пороги та водоспади на річці Лужанка.